# María Montez
Pour les articles homonymes, voir Montez.
Maria Montez, de son vrai nom María África Gracia Vidal, née le 6 juin 1912 à Santa Cruz de Barahona en République dominicaine et morte le 7 septembre 1951 à Suresnes, est une actrice dominicaine.
Elle était l'épouse de l'acteur Jean-Pierre Aumont et la mère de l'actrice Tina Aumont.

## Biographie
Maria Montez est née en 1912, à Barahona, République dominicaine,. Elle était l'un des dix enfants nés d'Isidoro Gracia, consul d'Espagne, et de Teresa Vidal, une Dominicaine d'origine Criollo.
Mannequin à New York, elle est remarquée et devient actrice à Hollywood, dans des films populaires et sans prétentions. Après une série de titres exotiques dans lesquels Maria Montez joue les utilités (Une nuit à Rio, Moonlight in Hawaii, South of Tahiti), l'actrice semble se diversifier avec The Mystery of Marie Roget d'après Edgar Allan Poe et la comédie Deux nigauds dans une île avec Abbott et Costello, où Virginia Bruce (ex madame John Gilbert) tient la vedette féminine. En vain : les scènes de Maria dans le second film seront même coupées.

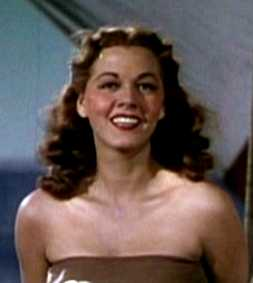
Maria Montez dans Le Signe du cobra (1944).

Une série de films d'aventures exotiques décident de son emploi définitif, en concurrence de Dorothy Lamour. Les Mille et Une Nuits et Ali Baba et les 40 voleurs fixent les collaborateurs réguliers de la nouvelle star : les réalisateurs John Rawlins, Arthur Lubin (et Charles Lamont), les acteurs Jon Hall et Sabu. Ce délire romanesque atteint un de ses sommets dans Le Signe du cobra du réalisateur Robert Siodmak, un film un peu kitsch où elle parcourt la jungle en ... escarpins. La « fière Tzigane » voyage ainsi du Soudan à Tanger, sur des sujets parfois partiellement écrits par Richard Brooks ou James Cain.
En 1943, elle reçoit deux médailles du gouvernement dominicain pour ses efforts de promotion des relations amicales entre les États-Unis et son pays natal.

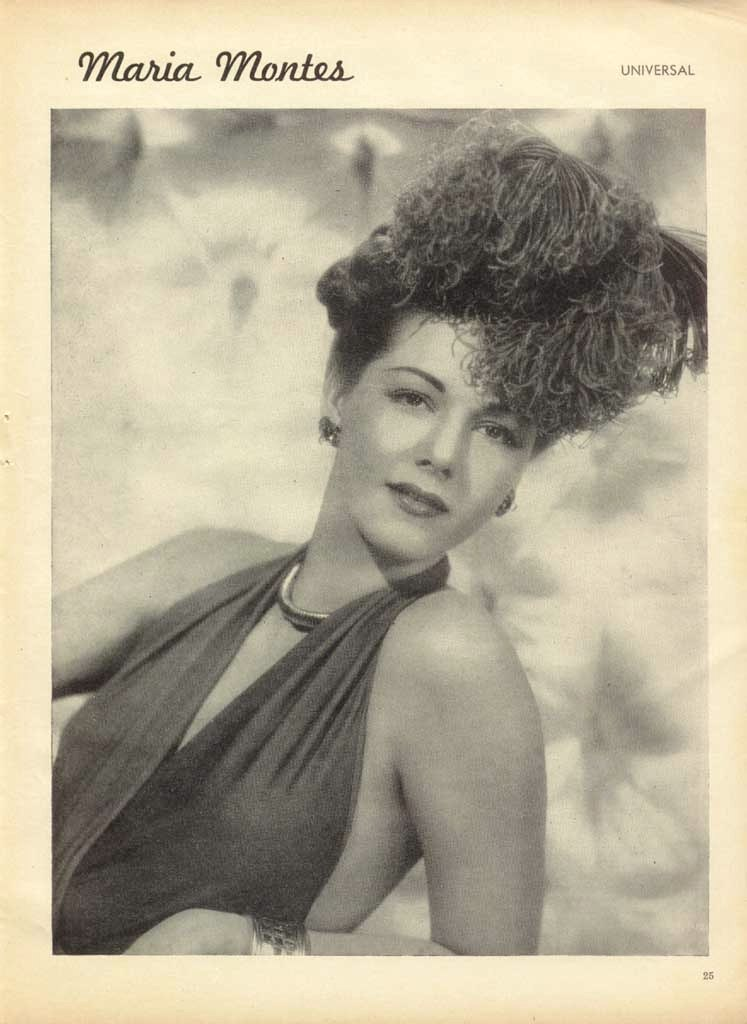
María Montez en 1944.

En 1947, la vedette à l'image de bomba latina s'illustre dans un film historique du grand Max Ophüls, L'Exilé. Elle tourne ensuite, face à Jean-Pierre Aumont, un remake de L'Atlantide d'après Pierre Benoit. Le film marque aussi sa rencontre avec le troisième grand cinéaste de sa carrière, John Brahm - non crédité sur ce film. Elle le retrouvera en 1951 pour Le Voleur de Venise. Entre-temps, Maria Montez, qui s'est mariée à Aumont, s'est installée en Europe. Le couple travaille ensemble (Hans le marin) mais aussi séparément : ainsi Montez donne la réplique à Erich von Stroheim et Pierre Brasseur dans Portrait d'un assassin.
La star internationale paraît se spécialiser dans le film d'aventures historiques italien, avec Massimo Serato pour partenaire privilégié, quand elle meurt brutalement. Sa fille, Tina Aumont (qui deviendra actrice), n'a que 5 ans à la mort de Maria Montez. Sa mort touche le milieu français du cinéma qui était sensible à sa bonne humeur, son élégance, son dynamisme et son accent exotique. Le journaliste du journal Le Monde écrit ainsi : « Elle avait des cheveux d'or rouge, des yeux de feu, une ligne et des bras dignes de Shéhérazade [...] Ses chapeaux excentriques, son dynamisme, son charme, ébranlèrent les critiques les plus sérieux. ».

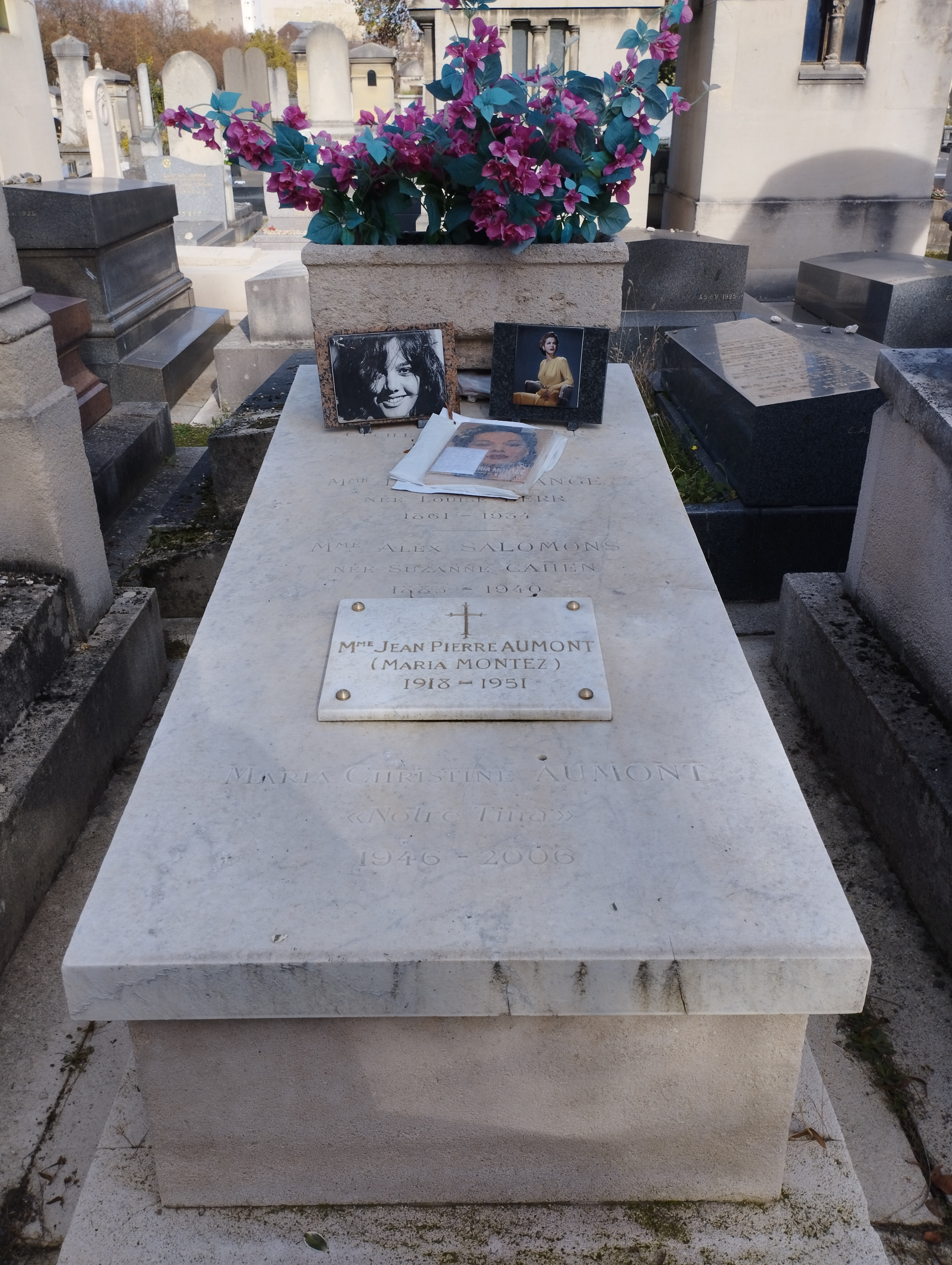
Tombe de Maria Montez au cimetière du Montparnasse (division 24).

Il n'aura manqué en définitive à Maria Montez que la rencontre avec Raoul Walsh ou King Vidor pour qu'elle s'impose, comme Dolores Del Rio avant elle, comme une étoile du box office. Elle fut cependant une digne Shéhérazade et une non moins digne reine d'Atlantide, et ses personnages portaient souvent des prénoms inspirants : Naila, Tollea, Naja, Amara, Tahia, Melahi ou Zuleika.

### Fin de vie
María Montez est découverte morte dans sa baignoire, noyée après une crise cardiaque due à la trop grande chaleur de son bain. Elle vivait dans un pavillon de la rue des Raguidelles à Suresnes avec son époux, le comédien Jean-Pierre Aumont,,.
Elle est inhumée à Paris, au cimetière du Montparnasse (division 24).

## Postérité
Dix jours après sa mort, une rue de Santa Cruz de Barahona, ville de naissance de l'actrice, est nommée en son honneur. L'auteur Terenci Moix rédige le livre Maria Montez, The Queen of Technicolor, qui entérine le surnom que lui donneront les spécialistes par la suite. En 1996, l'aéroport international María-Montez est inauguré et porte son nom en hommage.
Particulièrement importante en République dominicaine en tant que première actrice dominicaine parvenant à Hollywood, un projet de commémoration pour son centième anniversaire en 2012 commence à se développer. En 2009, Alvaro Arvelo, journaliste dominicain, lance une pétition afin de rapatrier la dépouille de Maria Montez préservée au cimetière du Montparnasse. En janvier 2012, le projet commémoratif prévoit la création d'un parc Maria Montez afin d'y accueillir sa dépouille,. Le ministère du Tourisme dominicain entreprend des démarches et dévoile en septembre 2012 que le coût de ce transport s'élèverait à 200 000 euros,. Le projet de rapatriement n'aboutit pas mais l'ambassade dominicaine trouve un accord avec la famille Aumont en 2021 pour prendre en charge l'entretien de la sépulture à Paris.
Le parc Maria Montez est inauguré en 2013 ainsi que la station de métro María Montez (en) la même année. En 2019, un projet de loi vise à créer un musée dédié à Maria Montez. Le projet évolue afin de donner naissance, en 2020, au centre culturel Maria Montez. Son mausolée à Paris dans le cimetière Montparnasse est rénové en 2021, conformément à l'accord convenu avec la famille Aumont. À cette occasion, la diplomate dominicaine Rosa Hernández de Grullón affirme : « La tombe de la Reine du Technicolor, qui a une grande valeur historique pour notre pays, représente le lieu où les Dominicains et tous les citoyens du monde qui ont aimé sa filmographie, ses livres et sa vie, peuvent venir se souvenir d'elle »

## Filmographie
- 1940 : Boss of Bullion City de Ray Taylor avec Johnny Mack Brown
- 1940 : La Femme invisible (The Invisible Woman) de A. E. Sutherland, d'après une histoire de Curt Siodmak et Joe May
- 1941 : Lucky Devils (en) de Lew Landers
- 1941 : Une nuit à Rio (That Night in Rio) d'Irving Cummings
- 1941 : Raiders of the Desert (en) de John Rawlins
- 1941 : Moonlight in Hawaii (en) de Charles Lamont
- 1941 : Au sud de Tahiti (South of Tahiti) de George Waggner
- 1942 : Bombay Clipper de John Rawlins
- 1942 : Le Mystère de Marie Roget (The Mystery of Marie Roget) de Phil Rosen , d'après Edgar Allan Poe
- 1942 : Deux nigauds dans une île (Pardon My Sarong) d'Erle C. Kenton
- 1942 : Les Mille et Une Nuits (Arabian Nights) de John Rawlins
- 1943 : La Sauvagesse blanche (White Savage) d'Arthur Lubin, coécrit par Richard Brooks
- 1944 : Ali Baba et les Quarante Voleurs (Ali Baba and the Forty Thieves) d'Arthur Lubin
- 1944 : Hollywood Parade (Follow the boys) d'A. Edward Sutherland
- 1944 : Le Signe du cobra (Cobra Woman) de Robert Siodmak
- 1944 : La Fière Tzigane (Gypsy Wildcat) de Roy William Neill, coécrit par James Cain
- 1944 : Cavalcade musicale (Bowery to Broadway) de Charles Lamont
- 1945 : Soudan (Sudan) de John Rawlins
- 1946 : Tanger (Tangier), de George Waggner
- 1947 : L'Exilé (The Exile) de Max Ophüls
- 1947 : Les Pirates de Monterey (Pirates of Monterey) d'Alfred L. Werker
- 1949 : L'Atlantide (Siren of Atlantis) de Gregg C. Tallas, John Brahm et Arthur Ripley, d'après Pierre Benoit
- 1949 : Hans le marin (Wicked City) de François Villiers
- 1949 : Portrait d'un assassin de Bernard Roland
- 1951 : La Vengeance du corsaire (La vendetta del corsaro) de Primo Zeglio
- 1951 : Terre de violence (City of Violence) de Marino Girolami
- 1951 : Le Voleur de Venise (Il ladro di Venezia) de John Brahm
- 1951 : Schatten über Neapel de Hans Wolff